# Нойштейн, Иегошуа
Иегошуа Нойштейн (род. 1940) — современный американо-израильский художник, который живёт и работает в Нью-Йорке. Работал в области концептуального искусства, известен своими экологическими инсталляциями, ленд-артом, постминималистскими работами из рваной бумаги, эпистемилогической абстракцией, деконструированными работами на холсте и крупномасштабными картами.

## Ранняя жизнь и образование
Нойштейн родился в Данциге (ныне Гданьск, Польша). Будучи беженцами Второй мировой войны, члены его семьи эмигрировали в СССР, Австрию и, наконец, поселилась в Бруклине в начале 1950-х годов. После изучения истории в Городском колледже Нью-Йорка и рисования под руководством Виллема де Кунинга в Институте Пратта в Нью-Йорке, Нойштейн совершил алию в Иерусалим в 1964 году.

## Художественная карьера

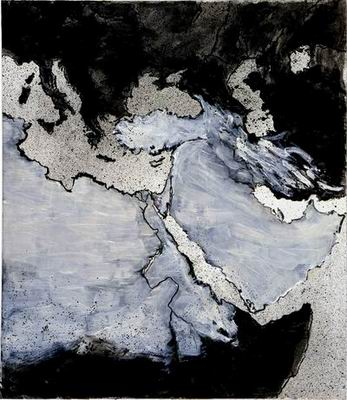
Истинный Север, 1989—1991 годы. Холст, акрил, алюминиевый предмет. Постоянная коллекция, Музей Израиля, Иерусалим.

Нойштейн —мультипрофильный художник, его деятельность включает в себя: живопись, рисунки и работы на бумаге, масштабные инсталляции, кино и видео, перформансы и монументальные произведения ленд-арта.
Работы Нойштейна хранятся в коллекциях таких музеев, как: Метрополитен-музей, Музей современного искусства Музей американского искусства Уитни, Библиотека и музей Моргана, Музей Израиля, Музей Соломона Гуггенхейма, Тель-Авивский музей, Галерея Олбрайт Нокс и другие.
В 2000-е годы работы Нойштайна были включены в несколько групповых выставок в музеях и галереях, в том числе в Центре скульптур Нашера, Музее современного искусства в Лос-Анджелесе, Доме искусства в Мюнхене и Галерее Дэвида Цвирнера.
О творчестве Нойштейна писали историки искусства Роберт Пинкус-Виттен, Джереми Гилберт-Рольф и Артур Данто, а также философы Хилари Патнэм и Мартин Джей.
С 1964 по 1998 год работы Нойштейна выставлялись в галерее Берты Урданг в Нью-Йорке и Иерусалиме.
В период 1973—1977 годов Нойштейн выставлялся в галереях Йодфат и галерее Наоми Гивон в Тель-Авиве.
В 1979 году Нойштайн провёл персональную выставку в галерее Мэри Бун, на которой были представлены реконструированные полотна.

### Ранняя карьера
В 1970 году Нойштейн начал регулярно выставляться в Израиле и Великобритании с серии «Рисунок под копирку», которая представляла собой копировальную бумагу с порезами, разрывами и складками. Широкое признание принёс Нойштейну проект 1971 года «Река Иерусалим» (созданный в сотрудничестве с Джерри Марксом и Жоржеттой Батль). Проект представлял собой саунд-арт (звуковая скульптура). Громкоговорители, установленные в вади Иерусалима, воспроизводили зацикленный записанный звук реки. Фотодокументация произведения была показана в Музее Израиля, Галерее Ивона Ламберта в Париже, Музее изящных искусств в Бостоне, Музее современного искусства в Лос-Анджелесе, Музее современного искусства в Токио, Mузее прикладного искусства в Вене и Mузее современного искусства в Барселоне. Куратор Йона Фишер поддержал работу Нойштайна, включив его в несколько выставок в Музее Израиля. В тот же период Нойштейн начал создавать произведения из рваной бумаги.

### Зрелая работа

#### Рисунок, Инсталляция, Территориальный императив
Нойштайн начал обширную и новаторскую практику рисования, которая продолжается и по сей день (рваные и сложенные работы на бумаге, рисунки стирания, магнитные «рисунки», а также рисунки на копировальной бумаге, когда копирка рвется, сгибается, сжимается и царапается).
В 1974 году Нойштейн участвовал в знаковой выставке «Beyond Drawing» в Музее Израиля (кураторы Йона Фишер и Мейра Перри Леманн).
В 1977 году Тель-Авивский музей организовал десятилетнюю ретроспективу работ Нойштейна на бумаге (куратор Сара Брейтберг).
В 1992 году выставка рисунков под копирку прошла в галерее Grey Art Gallery в Нью-Йоркском университете.
В 1998 году состоялась персональная выставка «магнитных рисунков» в галерее Wynn Kramarsky.
Помимо своей студийной практики, Нойштейн на протяжении всей своей карьеры монтировал крупномасштабные инсталляции, включающие в себя такие повседневные предметы, как тюки сена, ботинки, сосновые шишки, дождевую воду.
Нойштейн был одним из первых художников, представивших искусство окружающей среды и инсталляции на израильской арт-сцене.
Инсталляция «Натюрморт на границе» 1983 года включала в себя контур израильского военного самолёта в натуральную величину, выжженый горящими шинами на траве на границе Израиля и Ливана.
В 1976 году в работе «Территориальный императив», художник использовал собаку, помечающую территорию вдоль израильско-сирийской границы на Голанских высотах. В местах, помеченных собакой, устанавливались плакаты и карты. Нойштейн повторил аналогичную акцию в Белфасте, Северная Ирландия, между католическими и протестантскими кварталами (1977); в Крусо, Дания, на немецко-датской границе (1978); и недалеко от Касселя, Германия, вдоль восточно- и западногерманской границы.
С выставки Documenta 6 (1977) инсталляция была изъята правительством ФРГ из-за «обеспокоенности специалистов» по поводу «сложных отношений между Западным Берлином и Германской Демократической Республикой».

#### Живопись, «Пять городов пепла» и Венецианская биеннале
В середине 1980-х годов работы Нойштейна представляли собой карты, нарисованные на холсте и картоне или выгравированные на ржавом металле.
В 1990-е годы Нойштейн вернулся к масштабным инсталляциям, выпустив серию экологических работ, которые он назвал «5 городов пепла» (куратор Венди Шафир). «Пепельные города» представляли собой рельефные карты городов размером с комнату, построенные из утрамбованного пепла, лежащего на полу выставочного пространства. Хрустальные люстры свисали с потолка, почти касаясь покрытого пеплом пола. Инсталляция выставлялась в Юго-восточном центре современного искусства Северной Каролины; Уяздовском замке Варшавы, Музее современного искусства Герцлии (куратор Венди Шафир).
В 1990 году ещё одна работа-люстра «Как история стала географией» была выставлена в Барбикан-центре Лондона. Позже работу показали в Музее Израиля.

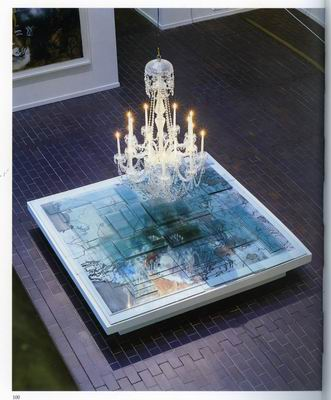
Как история стала географией Джошуа Нойстейн

В 1995 году Нойштайн представлял Израиль на Венецианской биеннале с инсталляцией «Одержимая библиотека» (куратор Гидон Офрат). Два больших крана были размещены рядом с израильским павильоном, фасад которого Нойштейн окружил строительными лесами. Панели из плексигласа с выгравированными названиями книг выстроились вдоль строительных лесов, напоминая книги на полках, мешки с пузырчатой плёнкой свисали с кранов, один прямо над крышей павильона, а другой нырял в световое окно в «Комнате Тоски». Стены «Зала Тоски» были покрыты копотью, а полы были усыпаны терракотовыми буквами под оргстеклом. В качестве саундтрека была использована свистящая версия арии «E Lucevan Le Stelle» из оперы «Тоска» . Позже Нойштейн использовал компоненты с биеннале в инсталляции «Библиотека для слепых» (1998) в библиотеке Бейт-Ариэла.
В 1996 году на выставке «Коллекция Артуро Шварца» в Музее Израиля были представлены и работы Нойштайна .
В 1998 году несколько экологических работ Нойштейна были представлены на выставке «Out of Action» (куратор Пол Шиммель) в LA MOCA и во время поездки в MAK Vienna, Музее современного искусства в Барселоне, Музее современного искусства в Токио, Япония.

#### 2000-е и 2010-е годы
В начале и середине 2000-х Нойштайн участвовал в выставках в Палаццо Делле Арти Неаполь, Художественном музее Хайфы, Time Depot и Художественном музее Челси. Инсталляция Нойштейна, представляющая собой бронзовое дерево в натуральную величину с буквами терракотового цвета, поднимающимися по стволу, была установлена в вестибюле JCC на Манхэттене.
В 2010 году Королевский музей Онтарио в Торонто заказал у Нойштейна инсталляцию «Margins» представляющую собой люстру, встроенную в стену, тексты, экранированные на стене, листы плексигласа, отсылающие к произведениям Эдмона Жабеса.
В 2012 году в Музее Израиля в Иерусалиме прошла ретроспектива работ Нойштейна под названием «Рисунок на полях», в которую вошли 67 работ, охватывающие 40 лет творчества (куратор Мейра Перри Леманн) . В том же году Нойстейн организовал персональную выставк"у Boss" в галерее Untitled в Нижнем Ист-Сайде Нью-Йорка.
Нойштайн участвовал в многочисленных групповых выставках в музеях и галереях, в том числе в Метрополитен-музее («Бумажные тропы», историческая выставка работ на бумаге, куратор Марла Пратер, 2011 год), Центре скульптур Нашера, Музее современного искусства в Лос-Анджелесе, Доме искусства в Мюнхене и Галерее Дэвида Цвирнера.
Для LA MOCA Нойштейн воспроизвел «Дорогу мира» (1971) как часть выставки ленд-арта «Концы Земли» (кураторы Филипп Кайзер и искусствовед Мивон Квон).

## Список избранных работ

### Живопись и рисунки
Ранние работы: картины масляной пастелью; рваные сложенные рисунки; серия из копировальной бумаги; текст Барри Швабски.
Эссе «Непостоянное серое рвение» авторства Джереми Гилберта Рольфа (Артфорум Лето 1978).
Нойштейн был участником художественного движения «Эпистемилогическая абстракция» (см. книгу «Глаза в глаза: 20 лет художественной критики» авторства Роберта Пинкусу-Виттена, 1984 год.)

### Арт-лэнд и инсталляция
- «Дождевая вода», 1968 год; вода стекала по подвешенной металлической трубке с крыши на поддон на полу.
- «Boots», 1969[13] (сотрудничество с Джерри Марксом); груды военных ботинок армий, прошедших через Османскую Палестину, Подмандатную Палестину и Израиль, показано в Доме художников в Иерусалиме.
- «Проект реки Иерусалим» [17], 1971 (сотрудничество с Жераром Марксом и Жоржеттой Батль). Саунд-арт. Записанные звуки воды, воспроизводимые в вади . Показано на выставке «Земля, воздух, огонь, вода» , Музей изящных искусств, Бостон, 1971 год.
- «Дорожная пьеса», 1971 год.
- «Путешествие по Мертвому морю», 1971 год; фильм из 3 открыток
- «Photo Strategies», 1971, Музей Израиля и Центр искусств Камдена, Лондон, Великобритания.
- «Часть барьера», Израильский музей, 1971 г.
- «Тюки сена», 1971; тюки сена и звуковые записи дорожного движения, Тель-Авивский музей и Центр искусств Камдена.
- «Тюки сена и переплеты сена», 1971—1999, впервые показаны в Gallery House, Лондон.
- «Звуковые кассеты и видеофрагменты», 1971, Gallery House, Лондон.
- «Слушая Хэя», 1972, Gallery House, Лондон.
- «Звуковые скульптуры», 1972, Дом Гете, Лондон.
- «Мобильный пейзаж», 1974 г.
- Фото Триеннале Израильского музея 1975.
- «Территориальный императив», 1976-79, Голанские высоты; Круса, Дания; Кассель, Германия (снята с выставки «Documenta 6»); Белфаст, Северная Ирландия
- «Натюрморт на границе», 1983. Силуэт сгоревшего самолёта в натуральную величину, выжженный на дерне на границе Ливана и Израиля.
- «Где индейцы Майами», 1983 год.
- «Как история стала географией», 1990. Центр искусств Барбакан, Лондон.
- «Одержимая библиотека», 1995, Павильон Израиля, Венецианская биеннале. Копоть, книги, краны, алфавит, стекло, строительные леса, свистящая фонограмма.
- 5 городов пепла, 1996—2000 гг. — SECCA, Северная Каролина; МоКа Кливленд; Мартин Гропиус Бау, Берлин, Германия, 1998 г.; Уяздовский дворец в Варшаве, Польша ; Музей Герцлии Израиль .
- «Библиотека для слепых», 1998 , Тель-Авив , Израиль.
- «Раздувая страх», 2003
- «Что я забыл», 2004

## Избранная библиография
- Данто, Артур (2005). «Две инсталляции Иегошуа Нойштейна». «Неестественные чудеса: очерки разрыва между искусством и жизнью». Нью-Йорк: Фаррар, Штраус и Жиру, 2005. стр.303-320.ISBN 978-0-231-14115-4

## Образование
- Институт Пратта, Нью-Йорк
- Лига студентов-художников, Нью-Йорк

## Награды и призы
- Премия Эреста 1970 года в области живописи и скульптуры, Иерусалим.
- 1972 Иерусалимская премия
- Премия Сандберга 1974 года в области израильского искусства, Музей Израиля, Иерусалим.
- 1986 Стипендия Гуггенхайма, Мемориальный фонд Джона Саймона Гуггенхайма, Нью-Йорк, Нью-Йорк, США.
- Грант 1990 года, Фонд Поллока-Краснера, Нью-Йорк.